# Бриха

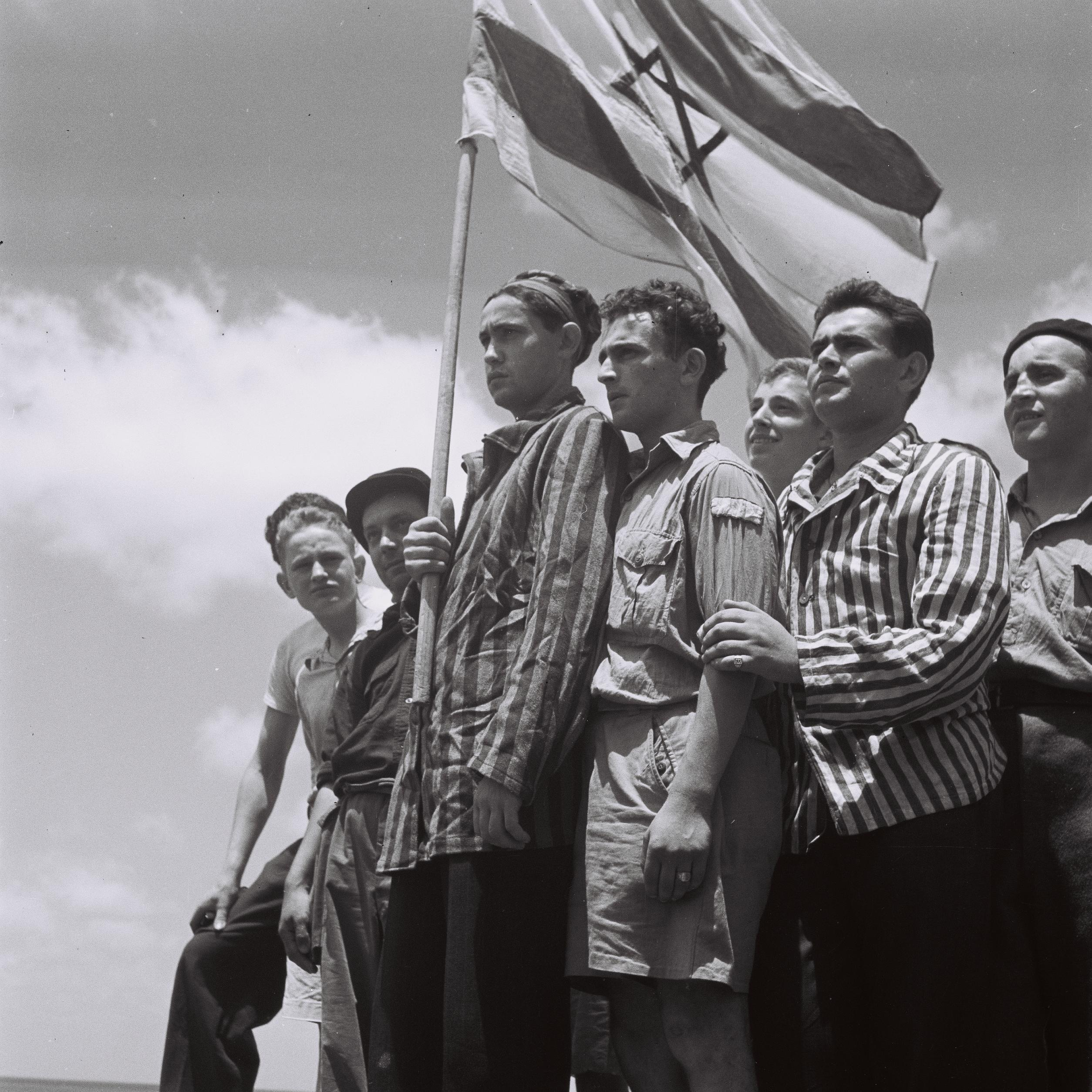
Выжившие узники Бухенвальда, с помощью «Брихи» добравшиеся до Хайфы, арестованы британцами. 15 июля 1945 г.

«Бриха́» (ивр. בְּרִיחָה‎ — «побег») — подпольная организация, созданная в течение 1944—1945 гг. выжившими во время Холокоста членами сионистских молодёжных движений, целью которой была переправка евреев из Восточной Европы на побережье Средиземного и Чёрного морей для дальнейшей отправки их в подмандатную Палестину. Слово «бриха» было вначале кодовым названием этой операции.

## Предыстория
250 тысяч уцелевших после Холокоста евреев из Польши, Советского Союза, Румынии, Венгрии и Чехословакии сосредоточились в Центральной и Южной Европе в ожидании дальнейшей отправки в подмандатную Палестину — место, которое по решению Лиги Наций должно было стать «национальным очагом» для еврейского народа. Пережившие Холокост, они в своём абсолютном большинстве настолько разочаровались в любом другом виде национальной жизни, кроме жизни в собственном еврейском государстве, что ежедневно тысячами, невзирая на неимоверные трудности, отправлялись из стран Восточной Европы к южным европейским портам, откуда уже был прямой путь морем к Земле Израиля.
«Бриха» проводила операции по переброске евреев на специально зафрахтованных для этого кораблях с конца Второй мировой войны до 1949 года. Действуя практически во всех европейских странах, её члены обеспечивали нелегальный переезд евреев из Польши, Румынии, Венгрии, Чехословакии и Советского Союза через Германию, Югославию, Австрию, Италию и Францию к портам, откуда в Эрец-Исраэль уходили корабли нелегальной алии под руководством подразделения «Хаганы», называемого «Мосад ле-Алия Бет».

## Создание организации
В 1944 году после освобождения Вильнюса, Барановичей и Ровно группы сионистски настроенных евреев-партизан объединились, чтобы совместно добираться до Земли Израиля. Лучшим вариантом оказался путь морем через Румынию, и к концу 1944 года первые партизаны (Аврахам Лидовский из Ровно и Ружка Корчак-Марла из Вильнюса) добрались до Бухареста, где уже действовали эмиссары ишува — Моше Агами, Шайке Дан, Ицхак Ману Бен-Эфраим и другие, поэтому первоначально эмиграция всеми доступными способами шла через Румынию.
В январе 1945 года в освобожденном от нацистов Люблине сконцентрировалось значительное число бывших членов сионистских движений, партизан и борцов гетто. Во время первой организационной встречи Ицхак (Антек) Цукерман, Цвия Любеткин, Абба Ковнер, Элиэзер Лидовский, Мордехай Розман, Шломо Клэсс и другие обсудили положение евреев в Европе и решили, что спасение еврейского народа возможно только путём массового переселения евреев в Землю Израиля.
В марте 1945 года Любеткин и Ковнер в Румынии установили связь с подпольной организацией «Мерказ ла-гола» («Центр по делам диаспоры»), состоявшей из солдат Еврейской бригады и евреев из бывших партизан.
Солдаты Еврейской бригады и представители ишува разыскивали спасённых от нацистов евреев в разных странах Европы, находили средства передвижения для перевозки их через границу и снабжали нуждающихся едой и одеждой. По маршрутам, организованным «Брихой», евреи через Венгрию, Болгарию, Югославию, Чехословакию и Австрию добирались до Италии, где их встречали и отправляли в Эрец-Исраэль, а другой поток репатриантов шёл непосредственно из Румынии или через Болгарию.
Во второй половине 1945 года от ишува начали прибывать члены «Моссад ле-Алия Бет» с заданием возглавить деятельность «Брихи». Иссар Бен-Цви (Шимон), Цви Нецер (Александр) и Иоханан Кохен были направлены в Польшу; Ашер Бен-Натан (Артур) и Амос Рабель — в Австрию; Эфраим Франк и Вилли Риттер (Хорев) — в Германию; Мики Барзилай и Иссахар Хаимович — в Италию; Лейбл Абрамовский и Яаков Бен-Иехуда — в Югославию; Ахарон Офри и Леви Копилович (Аргов) — в Чехословакию. «Бриха» превратилась в отдел «Моссад ле-Алия Бет». Первым командиром «Брихи» стал Мордехай Суркис, а до него ответственным за операции был Пинхас Рашиш. По подпольной линии командир «Брихи» был подчинен Шаулю Авигуру со штабом в Париже, стоявшему во главе «Моссад ле-Алия Бет» и Хаганы в Европе и руководившему деятельностью по приобретению оружия.

## Этапы деятельности «Брихи»
Деятельность «Брихи» носила нелегальный характер — вопреки всем усилиям британских властей предотвратить её. Британские власти запрещали свободный въезд евреев в страну, опасаясь изменения демографического баланса между еврейской и арабской общинами в Палестине — чтобы, вопреки Декларации Бальфура и решению Лиги Наций, давшей Великобритании мандат на управление Палестиной, воспрепятствовать провозглашению в будущем еврейского государства. Поэтому суда с нелегальными иммигрантами-евреями часто перехватывались англичанами, а арестованных евреев заключали в лагеря для перемещенных лиц на Кипре, на Маврикии и в Германии, где большинство из них содержалось до провозглашения Государства Израиль в 1948 году. Бесчеловечная политика Британии вызывала возмущение не только в ишуве, но и у немалой части мировой общественности. Широкую известность получила, например, драматическая история пассажиров парохода «Эксодус».

### Первый период
Первый период продолжался до декабря 1945 года, когда Европа после освобождения от нацизма была захлёстнута волнами миграций множества народов. Передвижение евреев было организовано и замаскировано «Брихой» как миграция беженцев-неевреев (главным образом греков), возвращавшихся в свои страны из концлагерей Германии и Польши.
В эти месяцы в Европе царил хаос, и организаторы «Брихи» умело использовали создавшуюся ситуацию для достижения поставленной ими цели. Евреи с фальшивыми удостоверениями личности и получившие указание разговаривать только на иврите, который пограничники принимали за греческий язык, переходили границы государств. Известны случаи, когда активистам «Брихи» помогали даже солдаты Советской армии — в основном, солдаты-евреи.
Но к концу декабря 1945 года положение в Европе стабилизировалось, всеобщая миграция прекратилась, власти узнали о нелегальной деятельности «Брихи», и её руководство вынуждено было искать новые пути и формы для репатриации европейских евреев.

### Второй период
Во второй период «Бриха» занималась практически только нелегальной переправой евреев через границу сложными и опасными способами. Деятельность «Брихи» принимала самые разнообразные формы и мгновенно реорганизовывалась по меняющимся обстоятельствам.
«Бриха» собирала еврейских детей-сирот 12—17 лет — многие из них выходили из лесов, где они укрывались, из приютивших их в годы войны нееврейских семей и из монастырей, другие прибывали из Советского Союза в составе организованных детских домов. Группы детей вместе с воспитателями переходили границу по наиболее безопасным из известных «Брихе» путям.
Весной 1946 года из Советского Союза в Польшу начали прибывать евреи по соглашению о репатриации польских граждан, в годы войны оказавшихся в СССР. Среди сотен тысяч польских подданных, вернувшихся на родину из Советского Союза за апрель-июнь 1946 года, находилось более 100 тыс. евреев. В Польше начался очередной всплеск антисемитизма. Вокруг евреев создавалась атмосфера изоляции и вражды, и они не могли и не хотели оставаться в стране, которая стала кладбищем для их семей и их народа, а целые банды преступников убивали евреев, разыскивающих родственников или семейное имущество. Многие из этих евреев смогли перебраться в Землю Израиля благодаря «Брихе».

### Третий период
Третий период в деятельности «Брихи» начался после погрома в городе Кельце в июне 1946 года. Темпы выезда евреев значительно возросли — если до этого при содействии «Брихи» Польшу покидало несколько тысяч евреев в месяц, то после погрома их число превысило тысячу в день.
Польские власти и даже Центральный комитет польских евреев, во главе которого стояли евреи-коммунисты, перестали активно сопротивляться выезду евреев, и для третьего периода «Брихи» были характерны неофициальные соглашения с властями Польши, Чехословакии и Германии. В Германии американские военные власти дали согласие на въезд евреев и разрешили им останавливаться в лагерях для перемещенных лиц.

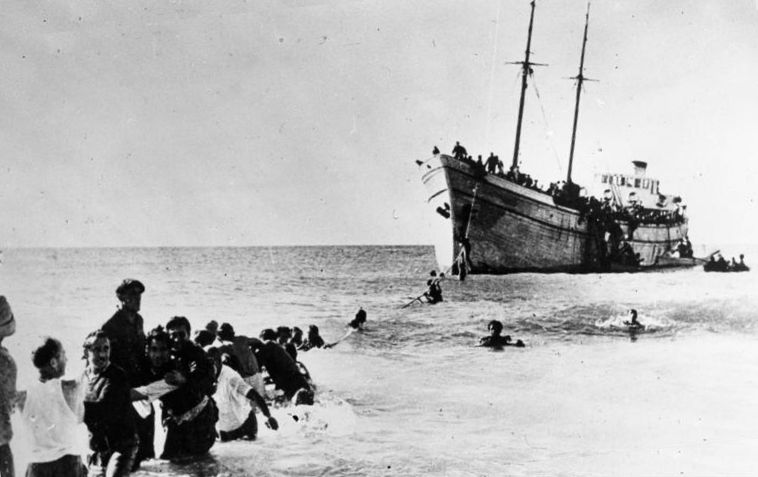
Нагария, 1948 год, высадка евреев-репатриантов. 700 евреев, беженцев из Центральной Европы, на пароходе «United States» смогли прорваться из Италии сквозь английскую морскую блокаду и достичь побережья Земли Израиля вблизи Нагарии. Все трудоспособные подтягивали корабль к берегу с помощью каната, а на спасательных шлюпках, которых совершенно не хватало, высаживались только старики и больные. Британская полиция обнаружила высадку на следующий день, но смогла поймать только 100 из 600 евреев.

Переход границы стал практически безопасным, и в августе 1946 года, уже через месяц после заключения соглашений, границу между Польшей и Чехословакией перешли около 35 тыс. евреев. Чешские власти предоставляли поезда для переезда репатриантов от одной границы к другой. Военные власти в американском секторе Германии, которые вначале противились притоку евреев в эту страну и пытались его ограничить, были вынуждены, благодаря вмешательству еврейских организаций в США и под давлением американского общественного мнения, открыть лагеря для приема евреев, прибывающих из восточноевропейских стран.
Основными пунктами пересечения границы служили Наход между Польшей и Чехословакией, Аш — между Германией и Чехословакией и Братислава — на пути в Австрию. Из Австрии евреи при помощи «Брихи» переправлялись в Италию или на временные базы в Западную Германию. Из Германии и Австрии шла дорога к французским или итальянским портам. Румынские евреи добирались до Италии через Болгарию и Югославию. Из Венгрии евреи попадали в Австрию непосредственно или через Чехословакию.

## Деятельность «Брихи» в СССР
Организованный выезд евреев из СССР начался с первой половины 1945 года, причём смогла выехать и часть евреев, на которых не распространялось соглашение о репатриации между правительствами Советского Союза и Польши. «Бриха» главным образом помогала евреям из прибалтийских стран и бывших румынских территорий Бессарабия и Буковина, а также евреям, гражданам Советского Союза, которые, используя представившуюся возможность, пытались выехать в Эрец-Исраэль.
Центрами деятельности «Брихи» в СССР были Вильнюс и Львов. Заметное участие в борьбе за выезд из страны принимали представители религиозных кругов. В первой половине 1946 года несколько групп активистов «Брихи» были задержаны на советско-польской границе и в районе границы с Румынией. Среди них были руководивший операцией Шмуэль Иоффе, которого советские власти приговорили к 25 годам заключения, и Давид Померанц, получивший 10 лет заключения (оба погибли в лагерях). Другие члены «Брихи» выжили и, отбыв многие годы в ГУЛАГе, репатриировались в Израиль. После этих арестов организованная деятельность «Брихи» в Советском Союзе прекратилась.
За время своего существования «Бриха» помогла нескольким тысячам евреев покинуть пределы Советского Союза.

## Прекращение деятельности
Польские власти положили конец неофициальному соглашению с «Брихой» в начале 1947 года, и организация перешла на нелегальное положение. Ряд членов «Брихи» были задержаны на западных границах Польши, но переправка евреев из других стран в Италию и Францию продолжалась.
В начале 1948 года Эфраима Декеля на посту руководителя «Брихи» в Европе сменил Меир Сапир. Масштабы движения сокращались, и к 1949 году, после основания Государства Израиль, «Бриха» была распущена.

## Значение «Брихи»
Деятельность «Брихи» была выдающимся явлением по своим масштабам.

Целый народ — мужчины, женщины, старики и дети — шёл по дорогам Европы, через горы, реки и границы стран, движимый одним желанием — попасть в Эрец-Исраэль. Большинство не знало, как и когда они достигнут своей цели и что ждет их в пути. Они знали, что путь будет нелегким, знали, что им придется подолгу задерживаться в лагерях для перемещенных лиц и что в конце пути они, вероятно, попадут в лагеря на Кипре, в которые английские власти заключали нелегальных репатриантов, пытавшихся прорвать блокаду берегов Эрец-Исраэль. На родину по непроторённым дорогам шли не отдельные смельчаки, а сотни тысяч людей, которых не останавливали никакие преграды — ни естественные, ни политические.—  «Бриха» — статья из Электронной еврейской энциклопедии
Общее число евреев, покинувших Восточную Европу в 1944-48 гг., оценивается в 250 тыс. человек (из них примерно 90 % — в рамках «Брихи»; и подавляющее большинство репатриировалось в Израиль).
Исход евреев из Европы после Второй мировой войны и деятельность «Брихи» в этот период внесли огромный вклад в воссоздание Государства Израиль, и, по мнению многих исследователей, явились одним из решающих факторов в этой борьбе.